# Floßmannstraße 31 (München)

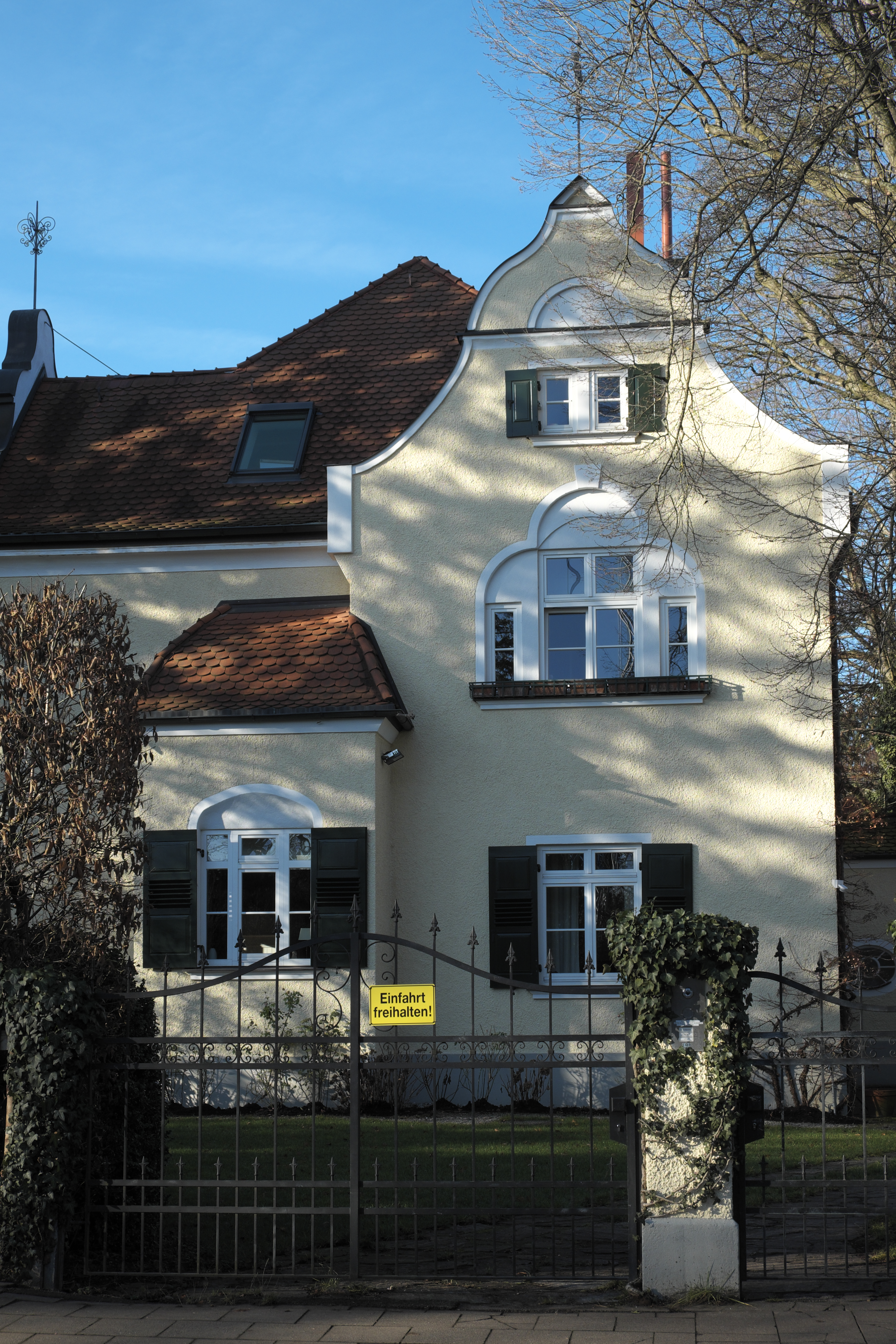
Haus Floßmannstraße 31 im Stadtteil Obermenzing von München

Das Gebäude Floßmannstraße 31 im Stadtteil Obermenzing der bayerischen Landeshauptstadt München wurde um 1895 errichtet. Die Villa in der Floßmannstraße, die zur Villenkolonie Pasing I gehört, ist ein geschütztes Baudenkmal.
Die Villa im historisierenden Stil wurde um 1895 nach Plänen des Architekturbüros von August Exter erbaut.